# سیسیل کینگه
سیسیل کینگه (انگلیسی: Cécile Kyenge؛ زادهٔ ۲۸ اوت ۱۹۶۴) چشم‌پزشک، و سیاست‌مدار اهل ایتالیا است.
وی اولین وزیر سیاهپوست دولت ایتالیا می‌باشد. کینگه که متولد جمهوری دموکراتیک کنگو می‌باشد از حامیان سیاست‌های آسان مهاجرتی برای مهاجران خارجی است.